# جيمس إم. ريتشاردسون
جيمس إم. ريتشاردسون (بالإنجليزية: James M. Richardson)‏ هو ضابط أمريكي، ولد في 1 يوليو 1960 في ميرتل بيتش في الولايات المتحدة.